# Nandus prolixus
Nandus prolixus là danh pháp khoa học của một loài cá nước ngọt thuộc họ Cá sặc vện.

## Mẫu định danh
Mẫu định danh: FMNH 44907; cá chiều dài tiêu chuẩn 83,4 mm; do A.M. Anderson thu thập ngày 3 tháng 8 năm 1950 tại đảo Borneo: Km 26, North Road, Sandakan, huyện Sandakan, bang Sabah. Mẫu holotype lưu giữ tại Bảo tàng Lịch sử Tự nhiên Field, Chicago, Hoa Kỳ (FMNH).

## Từ nguyên
Tính từ định danh prolixus (giống cái: prolixa, giống trung: prolixum) có nguồn gốc từ tiếng Latinh để chỉ kéo dài, kéo giãn; để nói tới phần đầu tương đối thuôn dài của nó khi so sánh với đồng loại Sunda là N. nebulosus.

## Phân bố
Loài này được tìm thấy trong lưu vực sông Sepilok ở đông bắc Borneo, thuộc Malaysia. Môi trường sống là trong nước chảy rất chậm của những dòng suối nông ở những khu vực rừng đầm lầy với thảm thực vật ngắn của rừng khộp (Dipterocarpaceae) nguyên sinh. Chỉ có rễ của các cây gỗ nhưng không có thực vật có mạch nào khác sống nửa chìm nửa nổi hoặc nổi lên. Các bờ suối rất dốc; cao 1–2 mét. Bùn đáy suối với lá chết và các mảnh thực vật khác.

## Đặc điểm
Chiều dài tối đa đạt tới 8,3 cm. Tính theo % chiều dài tiêu chuẩn: Chiều dài trước lưng: 40,5-44,4; chiều dài trước hậu môn: 70,6-80,8; chiều dài trước chậu: 44,6-50,9; chiều dài trước ngực: 37,4-43,6; chiều dài gốc vây lưng: 52-58; chiều dài gốc vây hậu môn: 14,6-18,3; chiều dài vây chậu: 21,1-25,4; chiều dài vây đuôi: 24,4-28,8; chiều sâu thân: 37,6-40,5; chiều sâu cuống đuôi: 13-15,2; chiều dài cuống đuôi: 12,4-15,2; chiều dài đầu: 37,1-40,5; chiều rộng đầu: 16,3-19,7; chiều sâu đầu: 25-30,3. Tính theo % chiều dài đầu: Chiều dài mõm: 25,7-30,6; khoảng cách giữa các hốc mắt: 15-17,5; đường kính mắt: 23,1-29,7.
Đường bên chia thành hai đoạn, với đoạn trước nằm gần lưng nhiều hơn so với đoạn sau. Đường bên phía trên bắt đầu từ gốc lưng của nắp mang, nhô lên tới khoảng cách tương đương với 2-3 hàng vảy và đạt đến chiều cao lớn nhất phía trên vây ngực, sau đó dốc về phía bụng và kết thúc ở điểm tại đường thẳng đứng qua đoạn giữa gốc vây hậu môn. Đường bên phía dưới bắt đầu từ điểm tại đường thẳng đứng qua đoạn giữa gốc vây hậu môn, theo chiều thẳng đứng có tâm dọc theo chiều dài cuống đuôi và tiếp tục hơi vượt qua phần cuối của tấm xương hình quạt đỡ vây đuôi. Vẩy lược, xếp lợp và gần như đồng nhất về kích thước trên khắp cơ thể. Vảy cũng xuất hiện ở vùng má, vùng trước nắp mang, nắp mang và vùng xung quanh mắt, không có dọc theo đường giữa của vùng giữa các hốc mắt. Vùng xung quanh lỗ mũi và môi trên không vảy. Vùng cổ họng và mặt bụng của đầu ngay liền kề không vảy; các lỗ cảm giác hiện diện trong vùng này. Màng bọc gồm các vảy bao quanh các vùng gần của vây lưng và vây hậu môn, tạo thành các gờ dọc theo hai bên của các tia gai và gắn với các tia vây mềm. Vây đuôi có vảy trong khoảng 1/4 chiều dài. Vây lưng có gốc dài, điểm chèn trước ở điểm trên đường thẳng đứng đi qua điểm mở rộng về phía sau nhất của nắp mang và điểm chèn sau tại điểm trên đường thẳng đứng đi qua gốc của tia vây hậu môn cuối cùng. Chiều dài của tia vây lưng dài nhất đạt tới là hơi vượt qua điểm trên đường thẳng đứng đi qua gốc vây đuôi. Điểm chèn vây ngực nằm trước điểm chèn vây bụng; vây ngực ngắn hơn vây bụng. Vây bụng đạt tới lỗ niệu sinh dục, nhưng không tới gốc vây hậu môn. Tia dài nhất của vây hậu môn đạt tới điểm trên đường thẳng đứng đi qua (hiếm khi vượt ra ngoài) gốc vây đuôi.
Mẫu vật ngâm trong ethanol 70% có màu nâu sáng trên khắp cơ thể, với các vùng sẫm màu lốm đốm phân bố ngẫu nhiên trên cơ thể, nhưng không bao giờ tạo thành các sọc dọc riêng biệt. Hai sọc sẫm màu chạy từ mắt: một sọc ở phía sau mặt lưng về phía gốc lưng của nắp mang, sọc thứ hai chạy về phía sau mặt bụng và đi qua phía dưới mép sau hàm trên. Tất cả các vây ngoại trừ vây ngực đều có một loạt các đốm nhỏ màu nâu tạo thành các sọc ngang không đều trên khắp màng vây.